# Родърик Торп
Родърик Торп (на английски: Roderick Thorp) е американски писател, автор на произведения предимно в жанровете криминален роман и трилър.

## Биография и творчество
Родърик Мейн Торп младши 1 септември 1936 г. в Бронкс, Ню Йорк, САЩ. Има 2 сестри. Завършва през 1957 г. в Сити Колидж в Ню Йорк, където получава наградата „Теодор Гудман“ за разказ. След дипломирането си работи различни временни работи, а после в детективската агенция на баща си.
Първият му криминален роман „Into The Forest“ е публикуван през 1961 г. След него се посвещава на писателската си кариера.
Става известен с първия си трилър „The Detective“ (Детективът) от поредицата „Джоузеф Лийланд“, който става бестселър. През 1968 г. е екранизиран в едноименния филм с участието на Франк Синатра. Вторият трилър от поредицата „Nothing Lasts Forever“ (Нищо не трае вечно) от 1979 г. е екранизиран през 1988 г. с променена визия на героя в много успешния филм „Умирай трудно“ с участието на Брус Уилис и Алън Рикман.
Успехът на филма „Умирай трудно“ води до екранизиране и на романите му „Rainbow Drive“ с участието на Питър Уелър, Сийла Уорд и Дейвид Карузо, и на „Devlin“ с участието на Брайън Браун, Рома Дауни и Ллойд Бриджис.
Заедно с писателската си кариера пише статии във вестници и списания. В периода 1971-1976 г. преподава творческо писане в колежа „Рамаро“ в Мауа, Ню Джърси. После се премества в Калифорния и изнася лекции по творческо писане в училища в Калифорния.
Родърик Торп умира от инфаркт на 28 април 1999 г. в Окснард, Калифорния.

## Произведения

### Самостоятелни романи
- Into The Forest (1961)
- Dionysus (1969)
- The Music of Their Laughter (1970)
- Wives (1971) – с Робърт Блейк
- The Circle of Love (1974)
- Slaves (1977)
- Westfield (1977)
- Jenny and Barnum (1981)
- Rainbow Drive (1986)
- Devlin (1992)
- River (1995)
- Hot Pursuit (2014)

### Серия „Джоузеф Лийланд“ (Joe Leland)
1. The Detective (1966)
2. Nothing Lasts Forever (1979) – издаден и като „Die Hard“
Умирай трудно, изд.: ИК „Галактика“, Варна (1991), прев. Георги Димитров

### Екранизации
- The Detective (1968) – по романа
- Умирай трудно, Die Hard (1988) – по романа
- Умирай трудно 2, Die Hard 2 (1990) – по героите от романа „Умирай трудно“
- Rainbow Drive (1990) – по романа
- Devlin (1992) – по романа
- Deep Down (1994)
- Die Hard with a Vengeance (1995) – по героите от романа „Умирай трудно“
- Live Free or Die Hard (2007) – по героите от романа „Умирай трудно“
- A Good Day to Die Hard (2013) – по героите от романа „Умирай трудно“